# Coleman (Míchigan)
Coleman es una ciudad ubicada en el condado de Midland en el estado estadounidense de Míchigan. En el Censo de 2010 tenía una población de 1243 habitantes y una densidad poblacional de 378,49 personas por km².

## Historia
Coleman comenzó con la construcción de un aserradero en 1870. Al año siguiente se inauguró una estación del Ferrocarril Pere Marquette. Fue incorporada como aldea en 1887 y como ciudad en 1905.

## Geografía
Coleman se encuentra ubicada en las coordenadas 43°45′33″N 84°35′13″O / 43.75917, -84.58694. Según la Oficina del Censo de los Estados Unidos, Coleman tiene una superficie total de 3.28 km², de la cual 3.26 km² corresponden a tierra firme y (0.79%) 0.03 km² es agua.

## Demografía
Según el censo de 2010, había 1243 personas residiendo en Coleman. La densidad de población era de 378,49 hab./km². De los 1243 habitantes, Coleman estaba compuesto por el 96.06% blancos, el 0.72% eran afroamericanos, el 0.32% eran amerindios, el 0.16% eran asiáticos, el 0.08% eran isleños del Pacífico, el 0.16% eran de otras razas y el 2.49% pertenecían a dos o más razas. Del total de la población el 3.14% eran hispanos o latinos de cualquier raza.